# Baccharis coridifolia
Baccharis coridifolia — вид квіткових рослин родини айстрові (Asteraceae).

## Поширення
Вид поширений на півдні Бразилії, у Парагваї, Уругваї та на північному сході Аргентини. Росте у степах, добре пристосована до посушливого та спекотного клімату.

## Опис
Це багаторічний чагарник, заввишки від 30 до 90 см. Листки лінійні, чергові, від 1 до 3 см завширшки, без ребер, гладкі, з дрібнозубчастими краями. Квітка дрібна, помаранчевого кольору.

## Токсичність
Всі частини рослини отруйні, але квіти і насіння мають найбільшу токсичність. Шкодить великій рогатій худобі, вівцям і свиням. Вона містить отруйні речовини з групи трихотеценів: рорідин А і рорідин Е, що виробляються грибами роду Myrothecium, які ростуть у симбіозі з Baccharis. Рослина також містить смолу, алкалоїди (бакарин) і зеленувато-жовту ефірну олію. Отруєння проявляється у прогресуючому схудненні худоби і легко лікується зміненням корму, але тривале споживання рослини призводить до некрозу шлунково-кишкового тракту.